# Astronaute
Cosmonaute · Taïkonaute · Spationaute · Vyomanaute

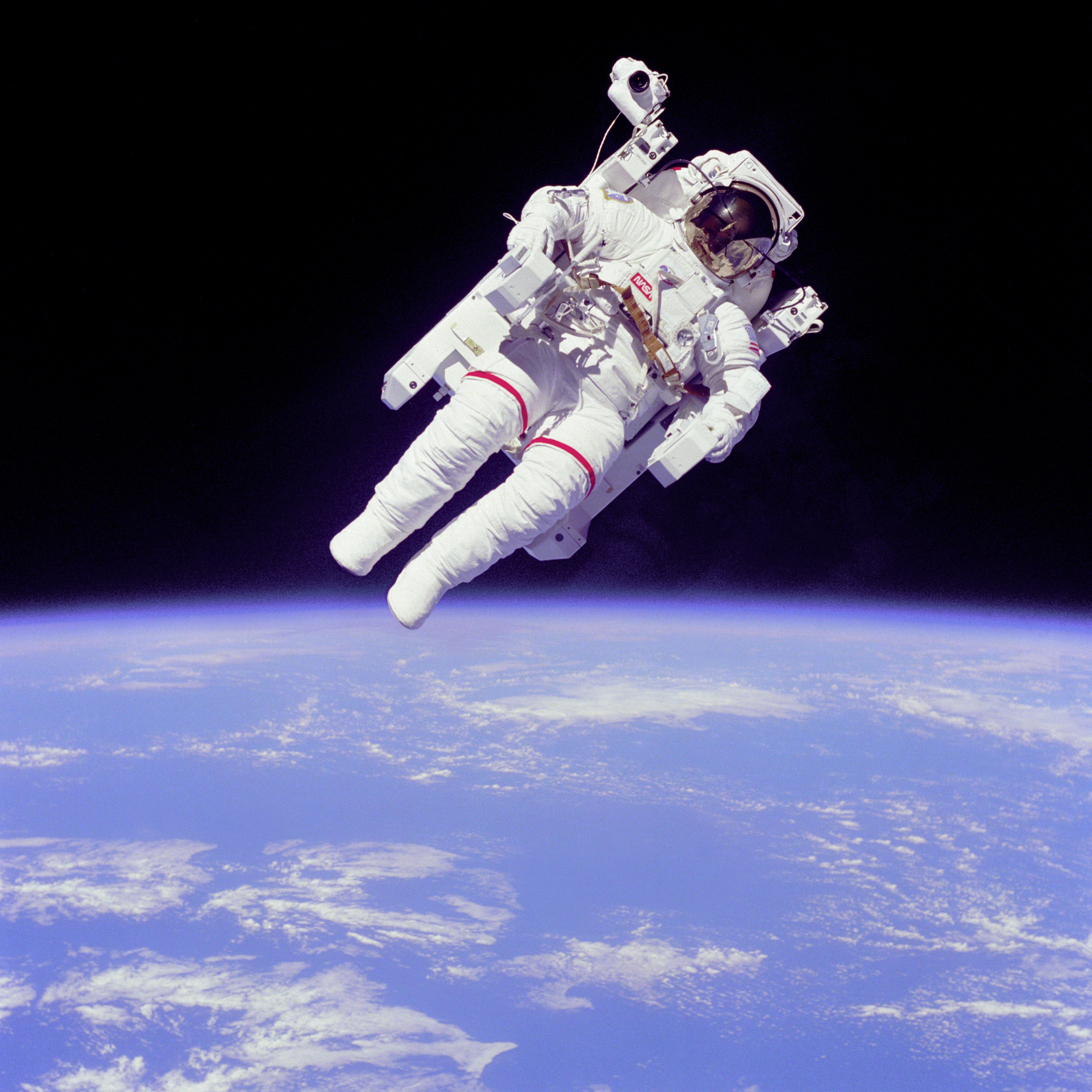
Bruce McCandless II est le premier astronaute américain à réaliser une sortie extravéhiculaire libre.

Un astronaute est le membre de l'équipage d'un véhicule spatial. Les astronautes étaient initialement choisis parmi les pilotes militaires. Les critères de recrutement ont évolué par la suite et, si une bonne condition physique est toujours nécessaire, l'accent est désormais mis sur une bonne santé mentale, la compétence technique ou scientifique selon le poste occupé et la capacité à s'exprimer dans les langues des principales nations spatiales (anglais, russe). Voyager dans l'espace reste encore un privilège rare puisque, en 2021, soixante ans après le premier vol d'un homme dans l'espace, seules un peu plus de 600 personnes ont séjourné dans l'espace, en moyenne à deux reprises, dont une cinquantaine de femmes. Le record de personnes dans l'espace en même temps le 11 septembre 2024 est de 17 personnes dont quatre touristes spatiaux.
Le premier homme ayant volé dans l'espace est le soviétique Youri Gagarine en 1961 et la première femme est Valentina Terechkova, deux ans plus tard, en 1963. Les termes cosmonaute, taïkonaute ou spationaute sont couramment utilisés pour désigner respectivement les astronautes russes ou soviétiques, chinois et français.

## Historique

### Règne des pilotes militaires

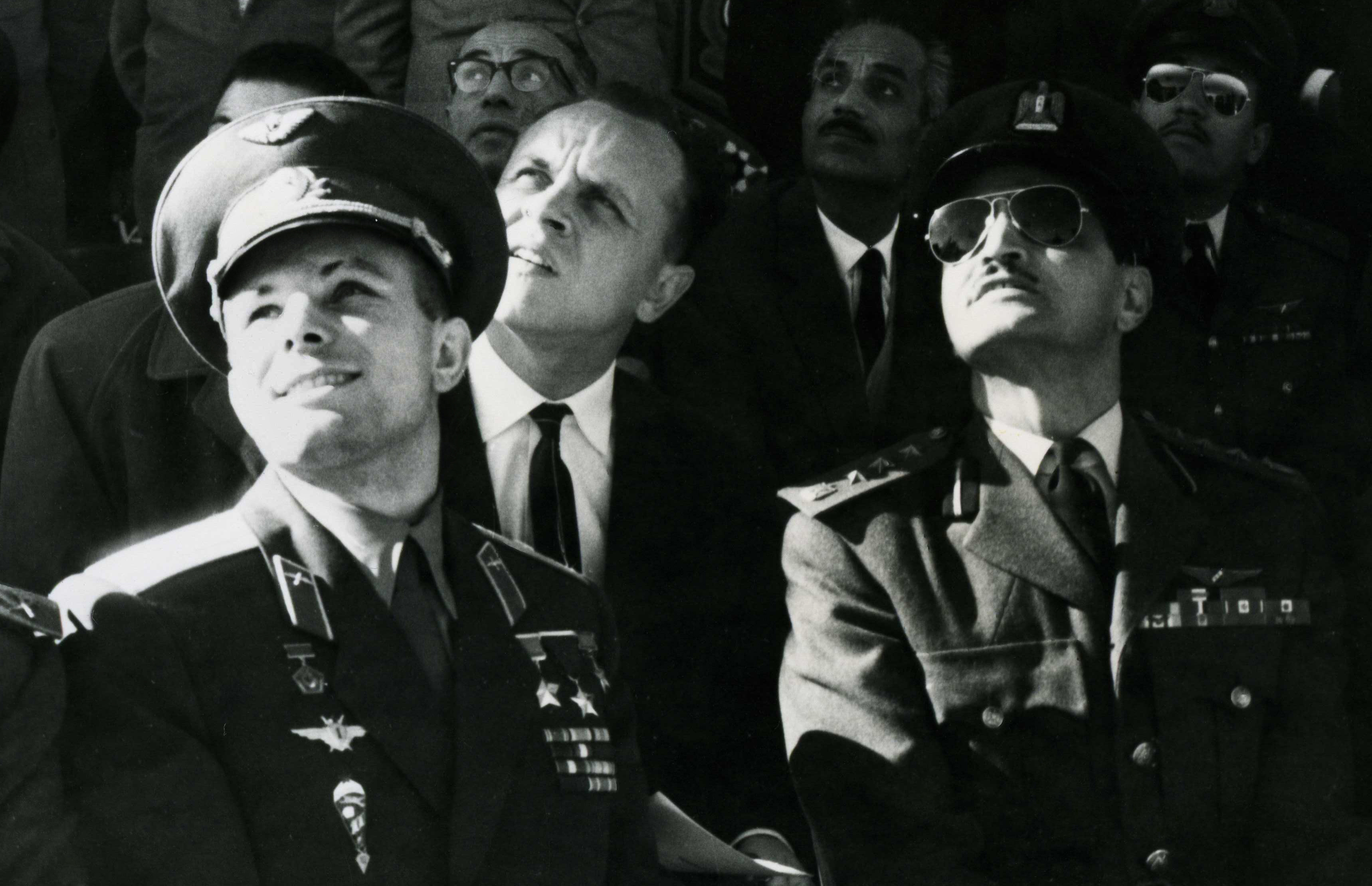
Youri Gagarine, premier homme dans l'espace.

Au début de l'ère spatiale dans les années 1960, les États-Unis comme l'Union soviétique sélectionnent leurs astronautes parmi les pilotes d'avions de chasse : ceux-ci sont habitués aux fortes accélérations qui caractérisent les premières missions ainsi qu'aux situations de stress et de désorientation spatiale. Les premiers astronautes américains, recrutés pour le programme Mercury, doivent être diplômés d'une université et d'une école de pilote d'essai, avoir une expérience du vol sur avion à réaction et plus de 1 500 heures de vol à leur actif, avoir moins de 40 ans, mesurer moins de 1,81 mètre et être en bonne condition physique. Les autorités soviétiques recrutent des pilotes plus jeunes car leurs vaisseaux spatiaux sont complètement automatisés et le rôle du cosmonaute est théoriquement limité à celui d'observateur. Youri Gagarine, qui effectue le premier vol dans l'espace, dispose de commandes manuelles qui sont verrouillées et il doit théoriquement demander un code au contrôle au sol pour pouvoir y accéder. Les premiers candidats soviétiques doivent avoir entre 25 et 30 ans et ne doivent pas mesurer plus de 1,70 à 1,75 mètre. La grande majorité des pilotes sont des militaires. En mars 1966, Neil Armstrong, commandant de la mission Gemini 8, est le premier pilote d'essai civil à participer à un vol spatial.

### Ouverture de la profession aux femmes

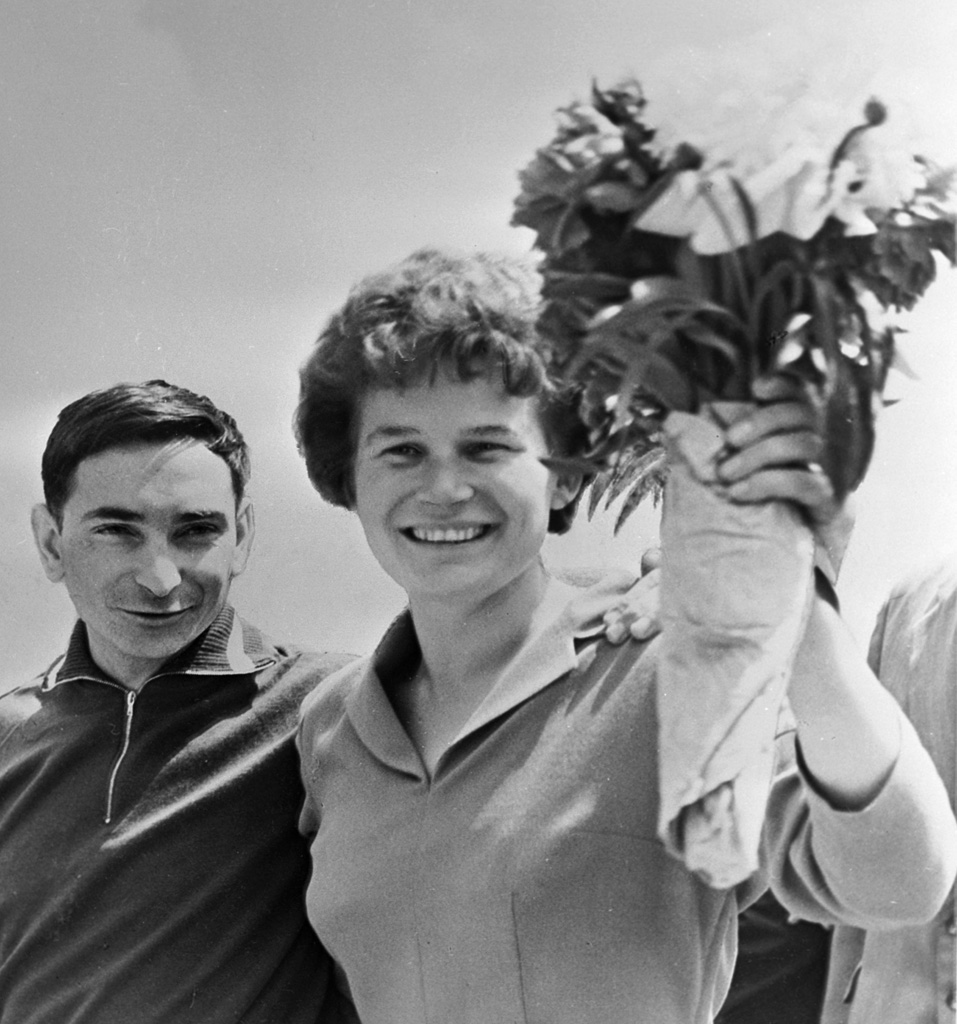
Valentina Terechkova en compagnie de Valeri Bykovski (juin 1963, Agence Novosti).

En 1961, alors que les Américains travaillent au projet Mercury et que les médias célèbrent le tout premier groupe d'astronautes du monde, la NASA envisage un moment que des femmes soient envoyées dans l'espace. Des tests physiologiques sont effectués sur treize femmes, toutes des pilotes. Ce contingent prendra plus tard le nom Mercury 13 mais ne donnera finalement pas lieu à la création d'un groupe d'astronautes à proprement parler. En 1962, pour maintenir leur avance sur les Américains, les Soviétiques sélectionnent cinq femmes, toutes civiles et pratiquantes du parachutisme ou du vol aérien. L'année suivante, Valentina Terechkova devient la première femme cosmonaute à bord de Vostok 6, en vol groupé avec Vostok 5, piloté par Valeri Bykovski. Cette ouverture aux femmes n'aura cependant pas de suite immédiate : un vol comprenant deux femmes est envisagé en 1966 mais, après la mort de Sergueï Korolev, fondateur du programme spatial russe, restera finalement sans suite. En 1977, dans le cadre de la préparation du projet de navette spatiale, la NASA sélectionne 35 astronautes : six femmes en font partie. Il faudra finalement attendre 1982, soit dix-neuf ans après le vol de Terechkova, pour qu'une autre Soviétique vole à nouveau dans l'espace, Svetlana Savitskaïa, coiffant à nouveau les Américains sur le poteau puisque ce n'est qu'en 1983 que Sally Ride est mise sur orbite.

### Arrivée des scientifiques

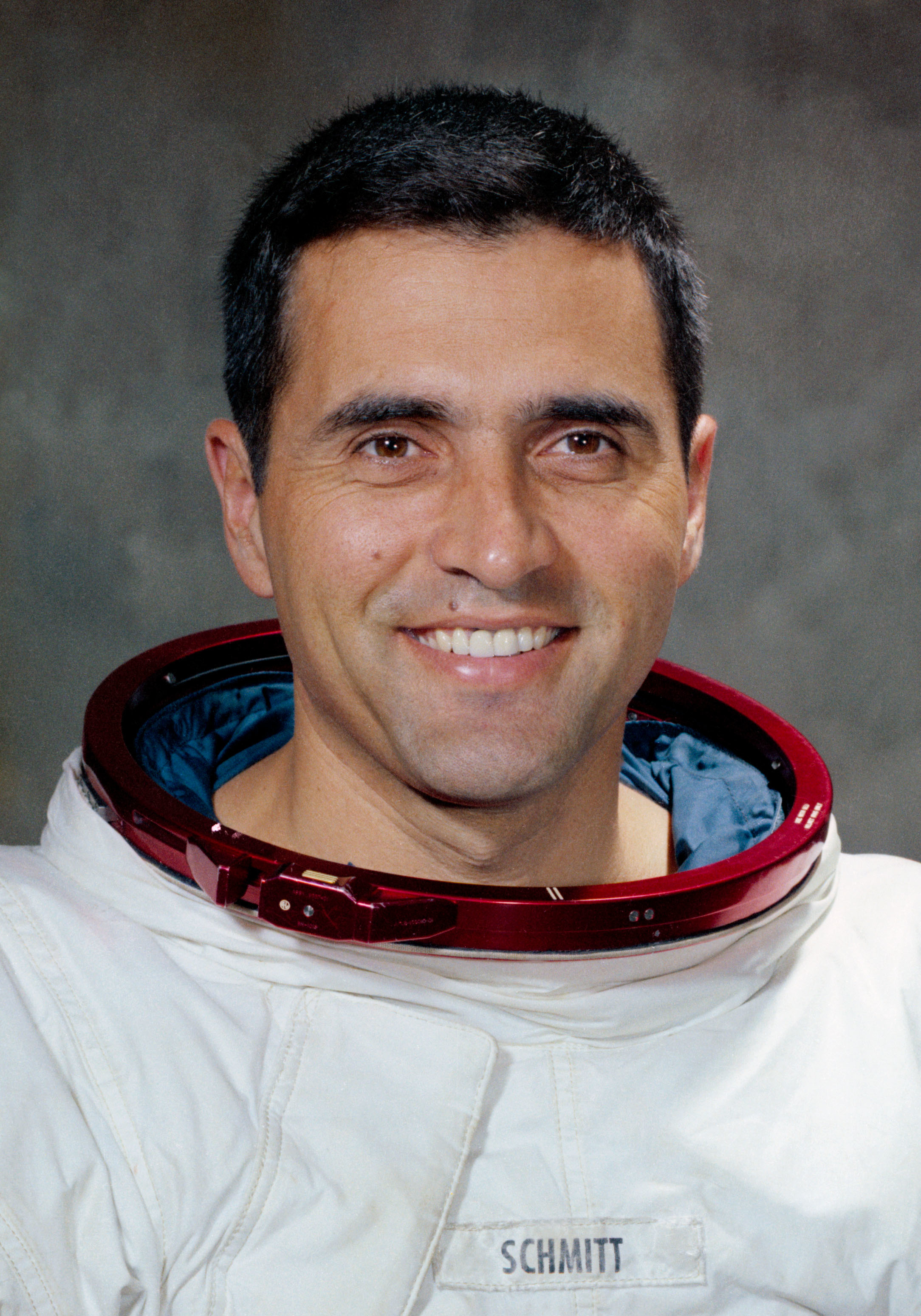
Harrison Schmitt, premier scientifique américain dans l'espace et premier scientifique sur la Lune (crédit NASA, 1972).

Chez les Soviétiques comme chez les Américains, le métier d'astronaute est uniquement réservé aux pilotes, qu'ils soient militaires ou civils. Mais au tout début des années 1960, alors qu'ils viennent d'envoyer leurs premiers ressortissants dans l'espace, les premières critiques des vols habités émergent : à quoi bon envoyer des hommes dans l'espace ? En 1964, deux scientifiques, Boris Iegorov (médecin) et Konstantin Feoktistov (ingénieur), accompagnent le pilote Komarov pour un vol d'une journée à bord du vol Voskhod 1. C'est la première fois qu'un vaisseau envoie plus d'un homme sur orbite. Mais il s'avèrera par la suite que cette expérience aura été purement médiatique, au mépris total des conditions de sécurité : pour gagner de la place et du poids, les trois hommes partent en effet sans scaphandre ni système de sauvetage de la cabine en cas d'incident. L'événement suscite en tout cas la réaction des Américains, lesquels, dès l'année suivante, procèdent au recrutement d'un premier contingent de six astronautes totalement scientifiques, réduit à cinq peu après avec la démission de l'un d'entre eux.
De janvier 1969 (Soyouz 5) à juin 1971 (Soyouz 11), les Soviétiques poursuivent l'envoi de scientifiques dans l'espace sans scaphandres et c'est finalement en 1972, avec la toute dernière mission du programme Apollo, Apollo 17, que les Américains envoient leur premier scientifique non seulement dans l'espace mais sur la Lune : le géologue Harrison Schmitt (photo) effectue un séjour de trois journées entières dans la vallée Taurus Littrow. L'année suivante, les Américains envoient un médecin et deux physiciens à bord de leur première station spatiale : Skylab. À partir de 1975, les Soviétiques poursuivent l'envoi de scientifiques à bord des stations Saliout puis Mir. Mais le véritable départ des scientifiques dans l'espace est inauguré au milieu des années 1980 avec la navette spatiale américaine, qui peut emporter jusqu'à sept membres d'équipage, dont seulement deux sont chargés du pilotage, les autres étant des spécialistes de mission, dont le rôle requiert des compétences spécifiquement techniques et/ou scientifiques. La première sélection d'astronautes de la navette, en 1978, comprend, à côté de quinze pilotes, vingt spécialistes de missions (militaires ou civils).

## Critères de recrutement contemporains
Les différences nationales dans les critères de recrutement tendent aujourd'hui à s'effacer car les missions se déroulent de manière majoritaire dans le cadre de programmes internationaux. Le recrutement est réalisé par les agences spatiales qui sont généralement très exigeantes dans leur sélection car elles n'ont pas droit à l'erreur et la formation d'un astronaute est très coûteuse. Il faut aujourd'hui plusieurs années de formation avant qu'un candidat astronaute soit opérationnel. L'astronaute va effectuer quelques missions au cours d'une carrière qui peut durer plus de 20 ans. La défaillance d'un astronaute en cours de mission peut théoriquement coûter plusieurs centaines de millions d'euros. Un astronaute doit être à la fois très polyvalent, avoir un niveau de formation supérieur, être physiquement en bonne forme, maitriser plusieurs langues, être stable et ouvert sur le plan psychologique, accepter des déplacements très longs et fréquents.

### Connaissances
Les connaissances techniques et scientifiques constituent aujourd'hui le premier critère de recrutement car les tâches auxquelles sont confrontés les astronautes sont de plus en plus complexes et nécessitent une bonne culture générale technique et souvent scientifique. Il doit intervenir sur de nombreux systèmes et, pour la Station spatiale internationale, consacre une grande partie de son temps de travail à des expériences scientifiques. La maitrise des ordinateurs est un plus. Ces connaissances ne doivent pas être seulement théoriques mais doivent avoir été mises en pratique dans un cadre professionnel antérieur à la candidature. Les ingénieurs en vol et les pilotes d'essai sont toujours des profils très recherchés même si ce dernier métier a perdu l'exclusivité qu'il détenait au début de la conquête spatiale aux États-Unis. La connaissance de plusieurs langues est requise. L'anglais et le russe doivent être maitrisés pour toutes les missions à bord de la station spatiale internationale. Les critères de recrutement des astronautes chinois, qui accomplissent des missions dans un contexte purement national, sont différents.

### Critères physiques

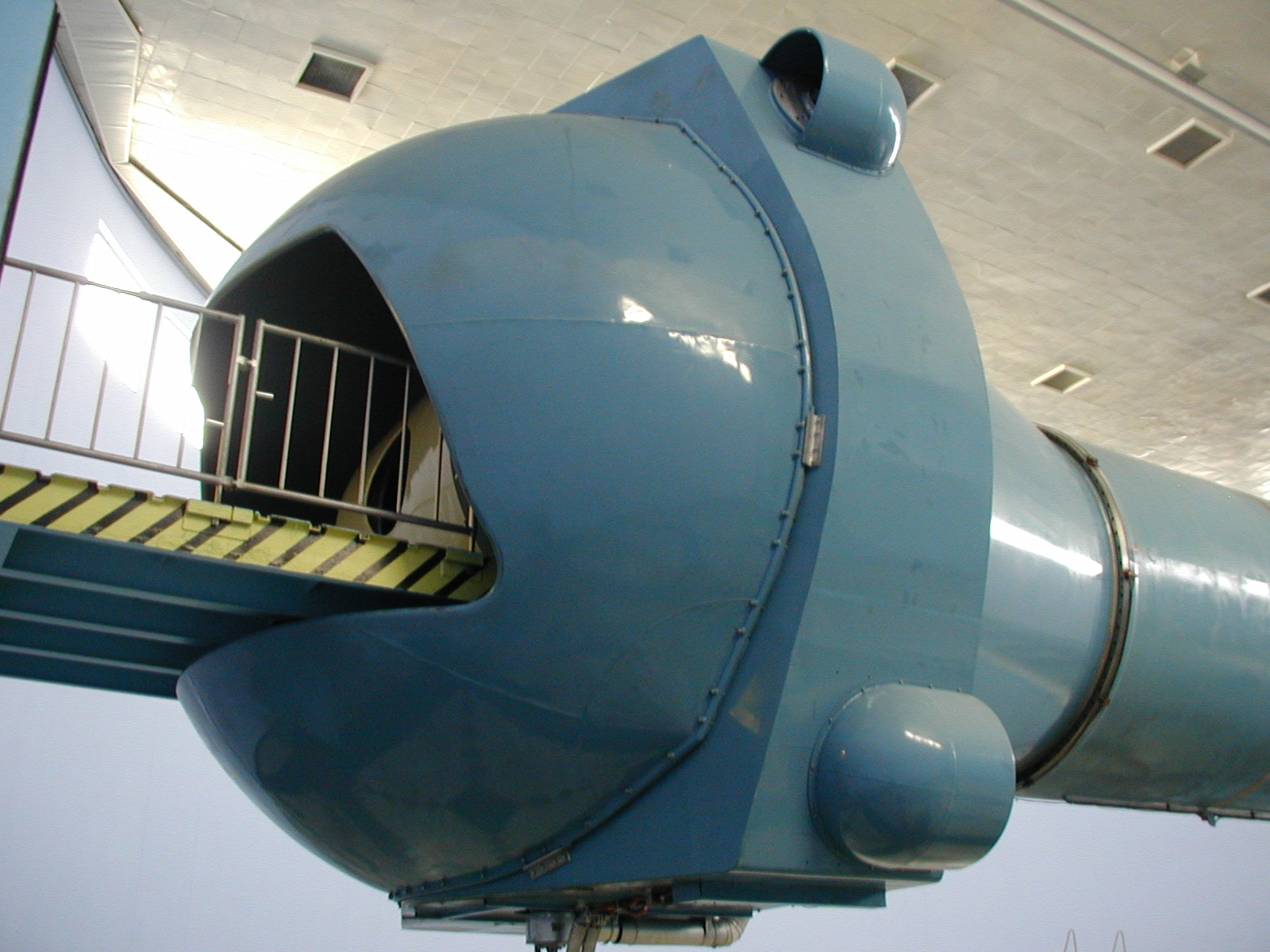
La centrifugeuse de la Cité des étoiles à Moscou.

Les missions spatiales nécessitent une bonne condition physique car elles sont de longue durée (généralement six mois dans la station spatiale internationale). Durant le séjour dans l'espace le corps est soumis à des moments de stress ou peut être sollicité fortement. Une sortie extravéhiculaire nécessite un effort physique intense. Lors du lancement ou au moment du retour sur Terre, l'équipage peut être soumis à des accélérations très violentes pouvant monter à plus de 10 g lorsque le vol ne se déroule pas de manière nominale : lancement avorté ou retour sur Terre selon un profil balistique. Jusqu'il y a quelques années il fallait être ni trop petit ni trop grand pour s'installer dans la cabine relativement exiguë des vaisseaux spatiaux. Ainsi en 2002 une nouvelle version du vaisseau Soyouz a été mise en service pour permettre d'embarquer les astronautes de la NASA (la navette spatiale américaine imposait moins de contraintes et les Américains comprenaient un grand nombre de femmes) : la taille minimale passe de 1,64  à   1,50 mètre, la taille maximale de 1,84  à   1,9 mètre tandis que la masse autorisée est désormais comprise entre 50  et   95 kg (auparavant 56  et   85 kg).

### Critères psychologiques

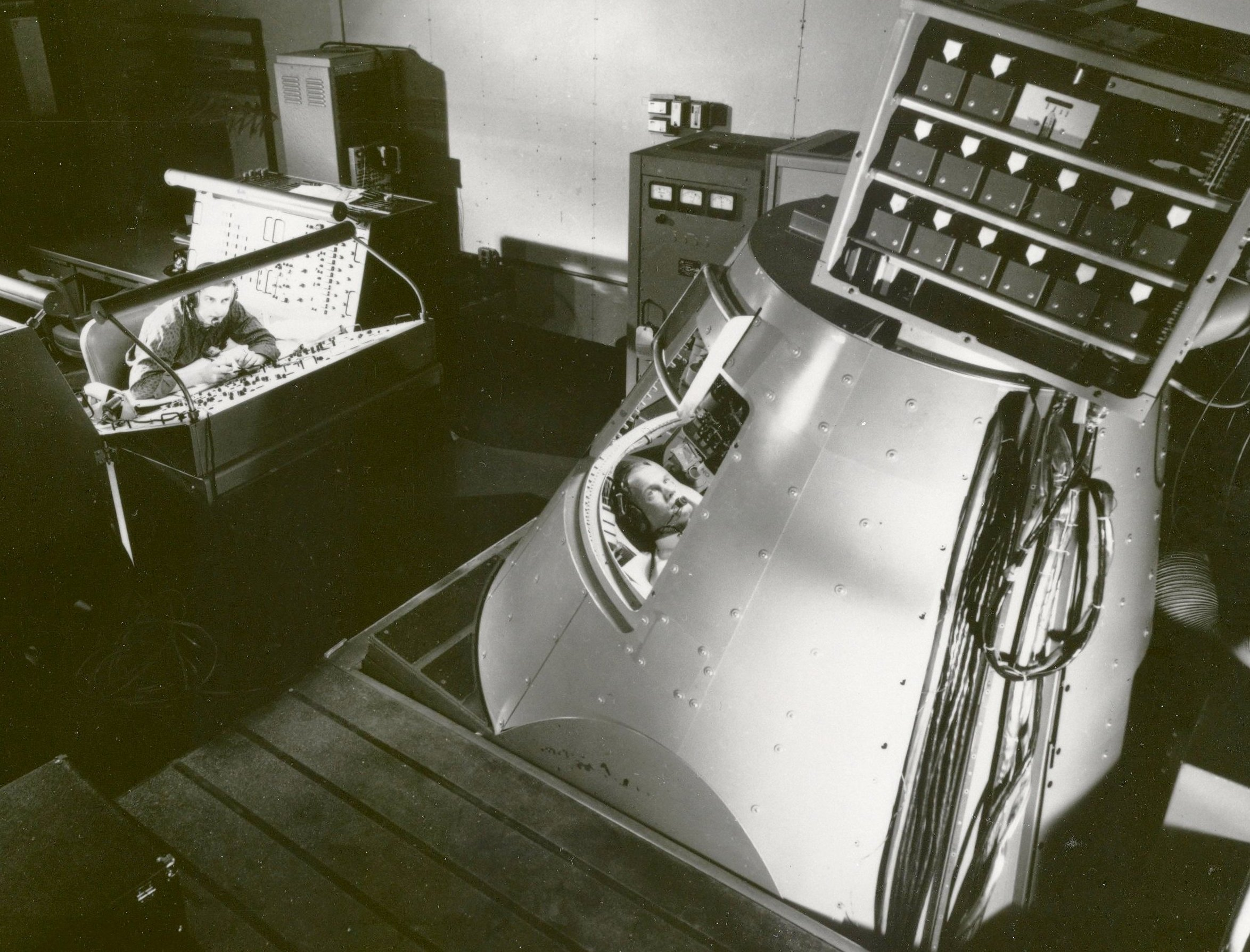
John Glenn s'entraîne dans un simulateur de la capsule Mercury.

Les critères psychologiques sont également très importants car les astronautes doivent pouvoir vivre et travailler ensemble dans un espace très confiné tout en étant soumis potentiellement à des moments de stress intenses qui nécessitent de conserver toute sa lucidité. Les séjours dans la station spatiale internationale durent normalement six mois au cours desquels un équipage de 6 personnes doit cohabiter dans l'équivalent d'un quatre/cinq pièces. Un équipage de trois personnes du vaisseau Soyouz doit séjourner plusieurs jours dans un espace vital d'une dizaine de mètres cubes. Le caractère multiculturel des équipages des missions de la station spatiale contribue à multiplier les incompréhensions et donc à accroitre les tensions. Malgré une sélection sévère prenant en compte le profil psychologique des candidats, plusieurs missions ont été gravement affectées par les tensions au sein de l'équipage (comme plusieurs missions du programme Shuttle-Mir) ou entre l'équipage et le contrôle au sol (par exemple Apollo 7).
Pour pouvoir effectuer son travail durant les missions longues, un astronaute doit être parfaitement équilibré, d'humeur égale en temps de crise, ouvert aux autres. Il doit pouvoir rapidement s'adapter à des situations changeantes et avoir une grande maturité de jugement. Dans le cadre des missions actuelles, il doit accepter de séjourner loin de son domicile et de son entourage durant de longues périodes que ce soit en période d'entraînement ou dans le cadre des missions. Enfin les astronautes jouent souvent un rôle de porte-parole qui nécessite qu'ils soient à l'aise en public.

## Formation et entraînement
Un astronaute passe la majeure partie de sa vie professionnelle à se former en vue de sa mission. Il lui est dispensé un enseignement générique et, une fois qu'il a été affecté à une mission, un entraînement spécifique à celle-ci.

### Formation de base

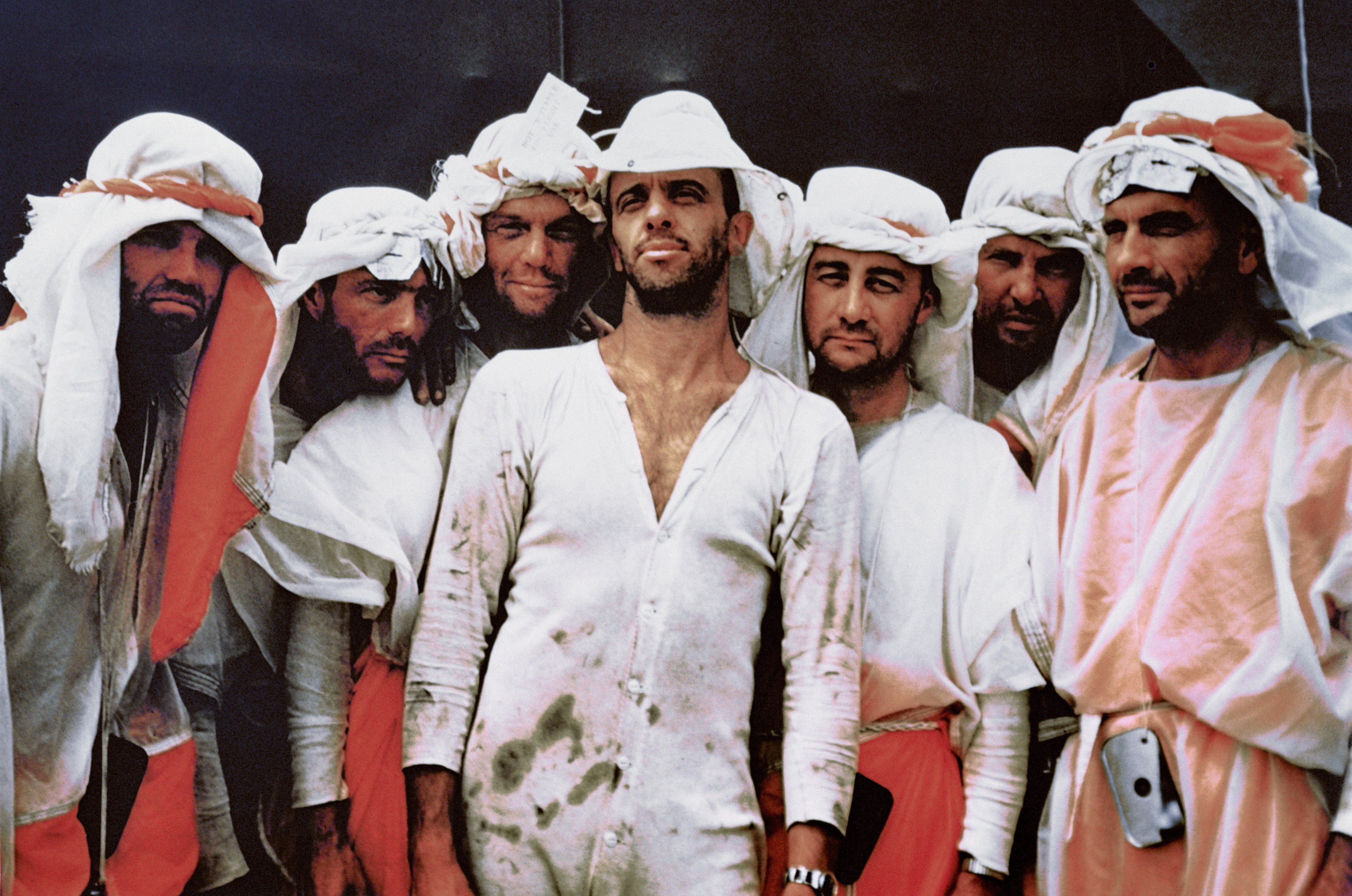
Les sept premiers astronautes américains, les Mercury Seven, au cours d'un stage de survie dans le désert en 1960.

Le futur astronaute doit d'abord maitriser les connaissances de base dans des domaines qui touchent à l'astronautique : aérodynamique, technique du vol spatial, électrotechnique, propulsion, mécanique spatiale, matériaux et structures.
La formation peut également porter sur des disciplines scientifiques souvent mises en œuvre au cours des missions telles que la recherche en impesanteur dans les domaines de la biologie, la physiologie et la science des matériaux, l'observation de la Terre, l'astronomie… Les pilotes qui doivent utiliser leur connaissance dans le cadre du vol spatial continuent à s'entraîner au pilotage : la NASA dispose d'une flotte d'avions à réaction à l'usage exclusif de ses astronautes. Les candidats apprennent les caractéristiques détaillées des systèmes qui composent les vaisseaux qu'ils devront probablement utiliser ou la station spatiale. Cela comprend le système de guidage et de navigation, le contrôle thermique, la génération électrique, le système de support de vie, les systèmes robotiques ainsi que les systèmes associés à l'activité extravéhiculaire et aux charges utiles. Après cette formation théorique, vient une formation pratique qui est généralement effectuée sur des maquettes. Le cycle de formation sur un engin aussi complexe que la station spatiale internationale dure une année entière.
Les astronautes sont également entraînés physiquement. Ils doivent maitriser les techniques de plongée sous-marine qui leur seront nécessaires pour les entraînements en piscine destinées à répéter les tâches à exécuter notamment lors des sorties extravéhiculaires. Les stages de survie en pleine nature (désert, montagne, marais) doivent leur donner les compétences nécessaires pour survivre si leur vaisseau atterrit en dehors du périmètre prévu. Ils s'habituent aux accélérations importantes dans des centrifugeuses et effectuent de courts vols en apesanteur à bord d'avions effectuant des vols paraboliques.

### Formation liée à la mission

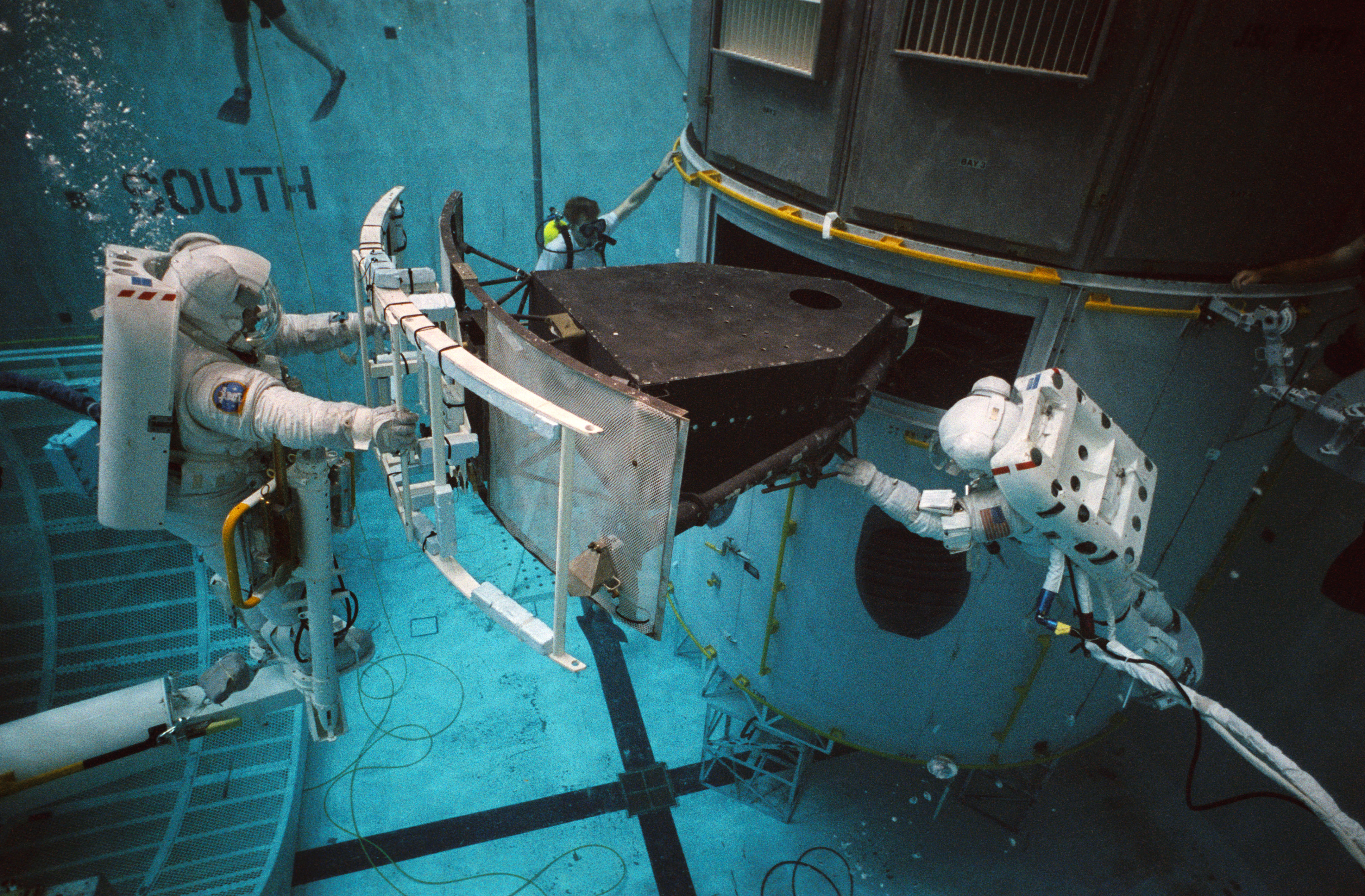
Entrainement en piscine de l'équipage chargé de réparer le télescope Hubble (1993).

Une fois l'astronaute affecté à une mission, il doit apprendre tout ce qui lui est nécessaire pour réaliser les tâches qui lui seront affectées. Tous les membres de l'équipage et leurs doublures suivent ensemble cette formation : ils doivent apprendre à se connaitre et à travailler ensemble tout à la fois pour atteindre l'efficacité maximale et cohabiter en harmonie. Cette phase de l'entraînement dure dix-huit mois pour les missions à destination de la station spatiale internationale.

## Corps des astronautes
Le nombre de personnes ayant effectué un vol dans l'espace est faible puisque, en juillet 2015, on comptait 543 personnes ayant participé à une mission spatiale (plus 3 ayant fait un vol extra-atmosphérique) dont 12 ont marché sur Lune entre 1969 et 1972 (600 personnes en 2021). Depuis 2021, plusieurs vols de sociétés privés ont amené des particuliers sans entraînement particulier en orbite, les agences spatiales spéculent pour savoir si la qualification d'astronaute pour le tourisme spatial doit être utilisée. Entre 2004 et 2021, la FAA américaine désignent ces personnes comme « astronautes spatiaux commerciaux »,.
En date de fin juin 2012, le nombre de participants est 525 personnes dont 56 femmes (45 Américaines). À cette date, si on écarte les Soviétiques/Russes et les Américains, les ressortissants de 35 nations ont volé à bord soit de la navette spatiale américaine, soit de la station spatiale internationale, soit de la station spatiale Mir soit d'un vaisseau Soyouz. Les plus nombreux sont les Allemands et les Français (10 ressortissants de chacun de ces pays), suivis par les Canadiens et les Japonais (9 ressortissants de chacun de ces pays). Fin 2011, le corps des astronautes actifs comptait 182 personnes dont une centaine d'Américains et une quarantaine de Russes. Le programme Shenzhou chinois a, en date de mars 2017, envoyé 11 Chinois dans l'espace depuis 2003.
En date de décembre 2021, depuis sa première sélection en 1959, la NASA a recruté 360 astronautes. À ce jour[Quand ?], 44 d’entre eux sont encore actifs auxquels, il faut ajouter 10 apprentis astronautes.
En mai 2024 :
- le corps des astronautes de la NASA compte 48 membres actifs[18] ;
- le corps européen des astronautes (ESA) compte 13 astronautes actifs, 12 astronautes de réserve dont le premier parastronaute et 23 anciens membres avec la remise de diplôme de la promotion 2022[19] ;
- le corps des astronautes de l'Agence d'exploration aérospatiale japonaise (JAXA) compte 5 astronautes actifs, 2 apprentis astronautes et 6 anciens membres (voir la liste des astronautes japonais) ;
- l'Agence spatiale australienne compte une astronaute, Katherine Bennell-Pegg, formée en partenariat avec l'ESA[20] ;
- le corps des astronautes de l'Agence spatiale canadienne (ASC) compte 4 astronautes actifs et 10 anciens membres[21] ;
- le corps des astronautes de l'Organisation indienne pour la recherche spatiale (ISRO) compte 4 astronautes en formation[22].

## Quotidien de l’astronaute

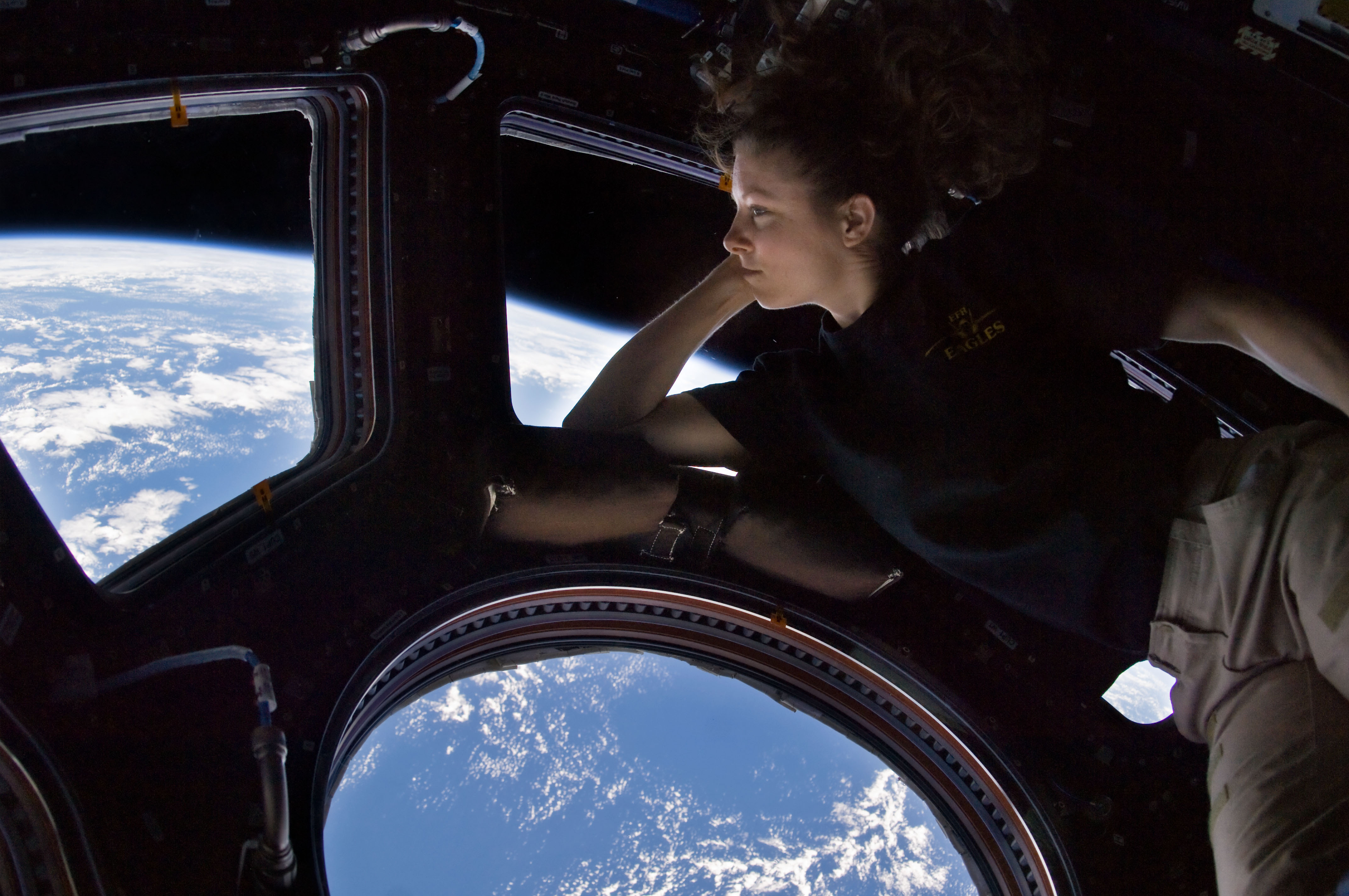
L'astronaute Tracy Caldwell observant la Terre depuis le module Cupola (2010).

Lorsqu'ils sont en mission dans l'espace, les astronautes partagent leur temps entre les travaux de maintenance de leur lieu de séjour, les expériences scientifiques, l'entretien physique (pour les séjours de longue durée) et, lorsqu'ils sont à bord de vaisseaux en déplacement, la préparation et l’exécution des manœuvres. Les journées sont très chargées pour compenser le coût des missions : la semaine de travail d'un membre d'équipage de la station spatiale internationale dure 55 heures et seul le dimanche est libre. Les sorties extravéhiculaires dans l'espace, dangereuses et nécessitant un long temps de préparation, sont rares (dans la station spatiale internationale il n'y a eu que cinq sorties en 2012) et ne sont effectuées que pour réaliser des travaux d'assemblage ou de réparation. Seuls les astronautes ayant suivi un long entraînement sur Terre sont autorisés à effectuer une sortie qui se fait par paire pour qu'un des deux équipiers puisse porter secours à l'autre en cas de défaillance du matériel.
Le corps des astronautes subit de nombreux effets au cours de leur séjour. Au début, ils subissent souvent le mal de l'espace, qui est assimilable au mal des transports, mais celui-ci disparaît au bout de quelques jours. Durant les séjours longs à bord des stations spatiales (ceux-ci durent généralement six mois), le corps en impesanteur subit à la fois une atrophie musculaire et une décalcification des os. Il n'existe aucun remède à ces problèmes qui ne peuvent être atténués que par la pratique intensive d'exercices sur des tapis roulants et des cycloergomètres (au minimum deux heures par jour).
L'équipage consomme à bord des vaisseaux et des stations spatiales des aliments lyophilisés agrémentés de quelques légumes ou fruits lorsque le ravitaillement est récent. Même dans la station spatiale internationale qui dispose d'un volume d'espace sans précédent et bénéficie des mises au point effectuées dans les engins qui l'ont précédée (Skylab, Saliout, Mir), les toilettes sont rudimentaires et l'eau contingentée. Les loisirs sont souvent occupés à observer la Terre à travers les hublots ou coupole. Lorsqu'il doit dormir, l’astronaute se glisse généralement dans un sac de couchage qui est fixé sur une cloison pour éviter toute dérive dans le sommeil. Le brassage de l'air par des ventilateurs empêche l'accumulation de gaz carbonique devant la tête du dormeur qui lui serait fatale.

## Terminologie
Les premiers vols spatiaux ont eu lieu durant la guerre froide opposant l'Union soviétique et les États-Unis. Les Soviétiques, premiers à envoyer des hommes dans l'espace, désignèrent tout d'abord leurs voyageurs comme des cosmonautes, mais dans le contexte de la guerre froide, les États-Unis lorsqu'ils envoyèrent leur premier homme dans l'espace quelques années plus tard, préférèrent le nommer différemment. Ce conflit larvé a eu des répercussions indirectes en imposant le recours à des appellations différentes pour désigner la même activité : « astronaute » américain contre « cosmonaute » soviétique (en cyrillique : космонавт). Par effet d'entraînement, des termes différents ont été utilisés par les journalistes pour distinguer les astronautes des principales nations spatiales sans grand souci de cohérence puisque les ressortissants de plusieurs dizaines de nations ont volé sans appellation bien précise avec un tel système de désignation et que d'autres ont été successivement cosmonaute et astronaute.
À ce propos, en 2008 l'auteur Frédéric Allinne posait la question :

« Comment appellera-t-on en français un astronaute suédois ? Ou un cosmonaute rwandais ? Nul ne sait. […] Certains ont propagé l'idée qu'il faudrait employer des termes différents selon la nationalité de l'homme de l'espace : astronaute pour un citoyen des États-Unis, cosmonaute pour un Russe, spationaute pour un Européen et taïkonaute pour un Chinois. Ce serait le seul exemple dans toute la langue française d'un nom de métier adapté à la nationalité du professionnel ! Un danseur, un cuisinier ou un architecte ne changent pas de nom selon leur pays d'origine. Pas davantage dans le sport — haut lieu du chauvinisme, pourtant. En français journalistique, un patineur et un nageur restent un patineur et un nageur quelle que soit leur nationalité.
[…] Les professionnels francophones de l'information et leur public sont donc invités à renoncer à cette idée reçue absurde selon laquelle il faudrait employer des mots différents pour qualifier les cosmonautes ou astronautes des différents pays du monde. Cette lubie est d'autant plus sidérante que la navigation spatiale ne connaît ni frontières ni contours territoriaux d'aucune sorte. »

### Astronaute

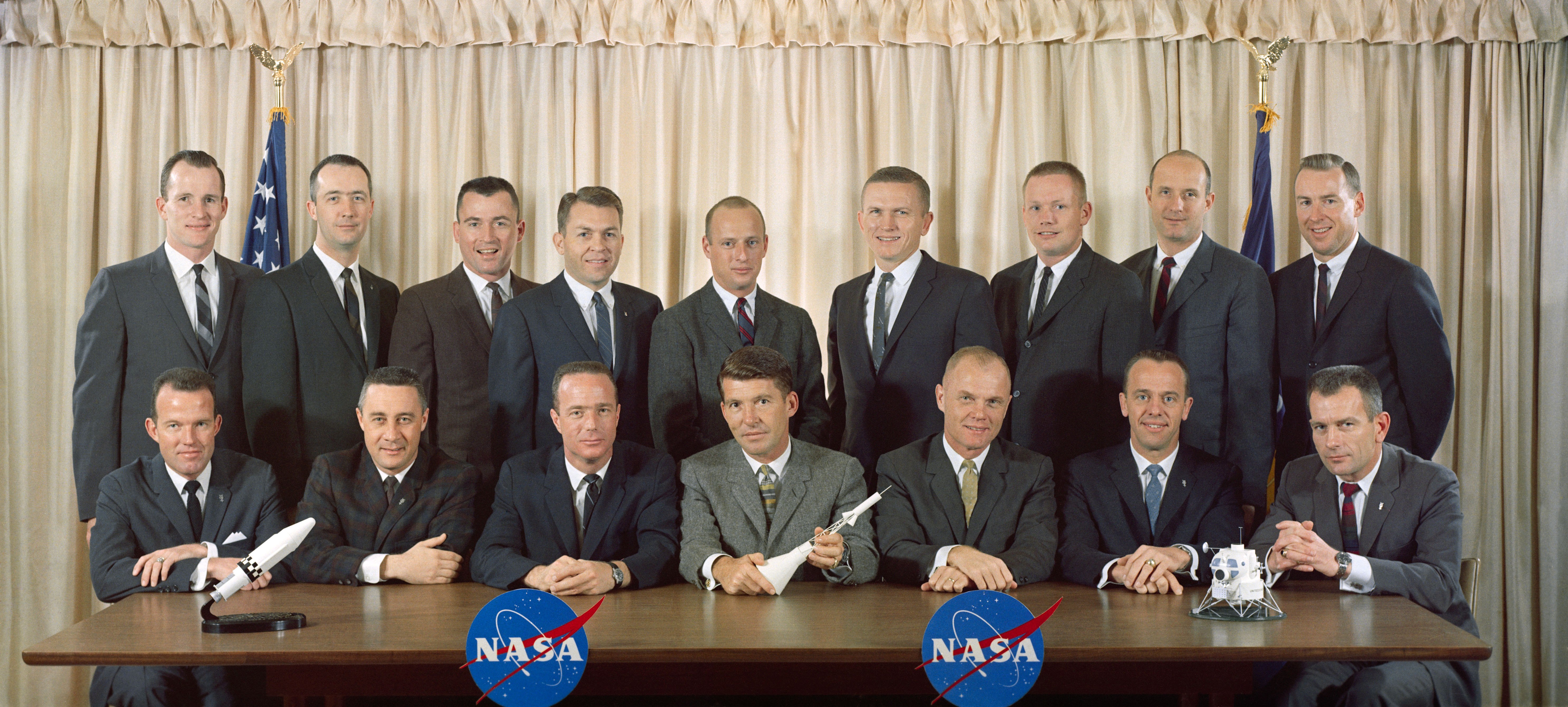
Les seize premiers astronautes de la NASA en 1963. Debout de gauche à droite : White, McDivitt, Young, See, Conrad, Borman, Armstrong, Stafford, Lovell. Assis de gauche à droite : Cooper, Grissom,Carpenter, Schirra, Glenn, Shepard, Slayton.

C'est le terme le plus ancien en français (1927) et souvent utilisé jusqu'à l'apparition du terme concurrent « cosmonaute » en 1961. Le nom « astronaute » associe les mots grecs ἄστρον / ástron qui signifie « étoile » et ναύτης / naútēs voulant dire « navigateur ». Ce mot pourrait avoir été inspiré par « aeronaut », un terme plus ancien désignant un voyageur aérien, appliqué pour la première fois en 1784 aux aérostiers. L'écrivain américain Neil R. Jones, dans sa nouvelle The Death's Head Meteor publiée dans Wonder Stories en 1930, utilise le terme « astronaute » avec le sens qu'on lui donne aujourd'hui.
Le terme « astronaute » a été en fait inventé quelques années plus tôt par J.-H. Rosny aîné. L'adjectif « astronautique » est déjà utilisé dans le roman Les Navigateurs de l'infini publié en 1925. André Hirsch raconte dans une interview le déroulement de la première réunion du Comité pour la promotion des voyages dans l’espace : « En 1927, à la première réunion du comité, nous avions la chance d'avoir parmi nous le président de l'Académie Goncourt qui s'appelait J.-H. Rosny aîné. Robert Esnault-Pelterie avait proposé pour cette science nouvelle, qu'il fallait bien tout de même baptiser, le nom de « sidération » par parallèle avec l'aviation. Mais nous avons trouvé le titre un peu ridicule et, après avoir proposé le mot « cosmonautique », J.-H. Rosny aîné a proposé le mot « astronautique » qui a été adopté à l'unanimité et qui, on peut le dire, a fait le tour du monde. Dans le monde entier, aujourd'hui, cette recherche, cette science nouvelle, s'appelle l'astronautique ».
Le mot lui-même était déjà connu auparavant ; par exemple, dans le livre de Percy Greg Across the Zodiac (1880), « astronaut » fait référence à un vaisseau spatial. Le poème The Astronaut d'Eric Frank Russell, paru dans le Bulletin of the British Interplanetary Society de novembre 1934, constitue quant à lui la première utilisation du terme « astronaute » dans une publication non romanesque.
La première utilisation officielle connue du terme astronautique dans la communauté scientifique a été la création du Congrès international d'astronautique en 1950 et la fondation de la Fédération internationale d'astronautique l'année suivante. En anglais, la NASA choisit d'utiliser le mot astronaut pour la première fois en décembre 1958 alors qu'elle recrute les premiers candidats au voyage dans l'espace. L'agence applique le terme d'astronaute à tout membre d'équipage à bord d'un vaisseau spatial de la NASA destiné à l'orbite terrestre ou au-delà. La NASA utilise également le terme comme titre pour les personnes sélectionnées pour faire partie de son Corps des astronautes. L'Agence spatiale européenne utilise également le terme astronaute pour les membres de son Corps des astronautes. De plus, « astronaute » est le terme officiellement privilégié par l'administration française depuis 2017.

### Cosmonaute

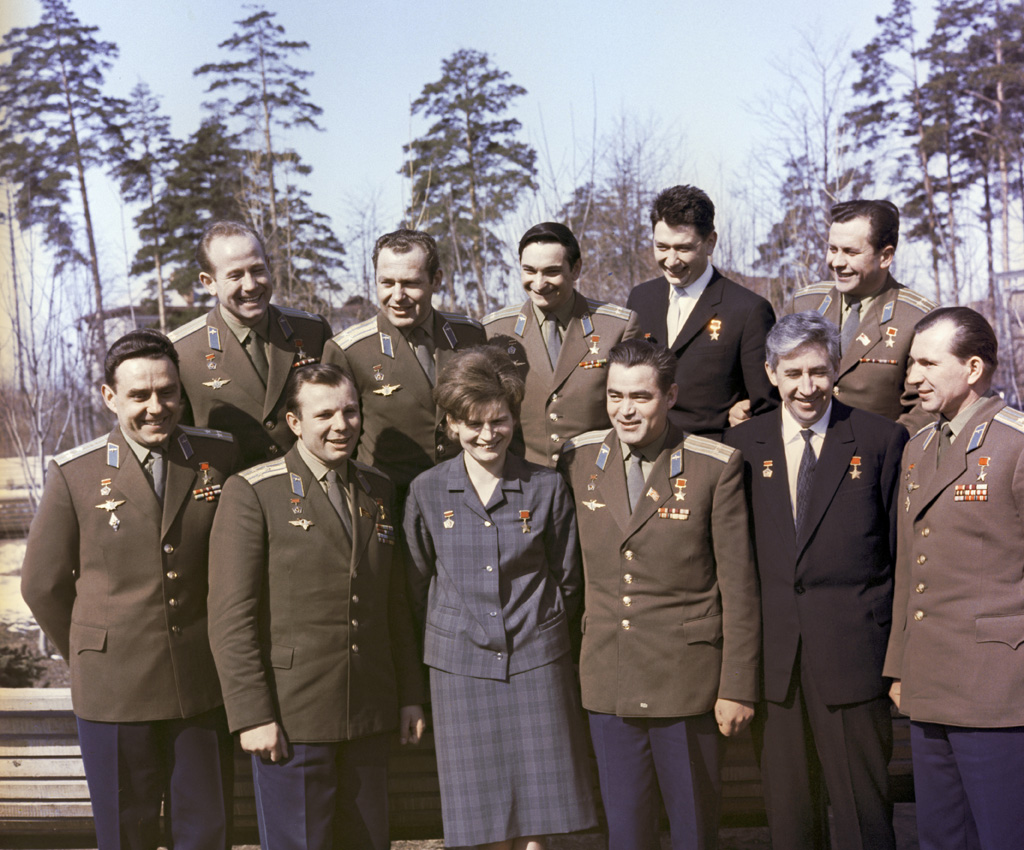
Les onze premiers cosmonautes soviétiques en 1965. Rang du haut, de gauche à droite : Leonov, Titov, Bykovski, Iegorov, Popovitch ; rang du bas : Komarov, Gagarine, Terechkova, Nikolaïev, Feoktistov, Beliaïev.

Le mot apparaît dès 1934, et il était d'usage courant durant les années 1960, y compris pour désigner les premiers astronautes américains. Il peut désigner n'importe quelle personne échappant à l'attraction terrestre pour voyager dans le cosmos, sans poser le pied sur un astre autre que la Terre.
Plus précisément, un cosmonaute est employé par l'Agence spatiale fédérale russe. Dans ce sens, il fut utilisé pour la première fois en français en 1961 pour désigner le pilote de l'armée de l'air soviétique, Youri Gagarine, qui a également été la première personne à aller dans l'espace. Il faisait partie des six premiers citoyens soviétiques, avec Guerman Titov, Ievgueni Khrounov, Andrian Nikolaïev, Pavel Popovitch et Grigori Nelioubov, qui ont reçu le titre de pilote-cosmonaute en janvier 1961,. Ce terme provient du russe космонавт, kosmonavt, issu des mots grecs ancien κόσμος / kósmos qui signifie « univers » et ναύτης / naútēs, signifiant « navigateur ». Les dictionnaires usuels et spécialisés associent souvent ce concept à l'ancien régime soviétique, compte tenu du fait que le premier cosmonaute a pris part à une mission spatiale effectuée à cette époque. Le terme cosmonaute peut également désigner, dans un contexte plus large, toute personne qui voyage à bord d'un vaisseau spatial, quel que soit le pays responsable de la mission impliquée.
Le terme космонавт a été inventé par le pionnier de l'aéronautique soviétique (ou "cosmonautique") Mikhaïl Tikhonravov,. Valentina Terechkova a été la première femme cosmonaute et la première et plus jeune femme à être allée dans l'espace lors d'une mission à bord du Vostok 6 en 1963. Le 14 mars 1995, lors de la mission Soyouz TM-21, Norman Thagard est devenu le premier Américain à se rendre dans l'espace à bord d'un lanceur russe, devenant ainsi le premier « cosmonaute américain »,,.

### Spationaute
Il s'agit d'un mot issu du latin spatium — signifiant « espace » — et du grec nautes pour « navigateur ». Le terme est utilisé dans le cadre du programme Hermès proposé par le Centre national d'études spatiales et par la Cité de l'espace qui en fait usage dans le cadre de ses activités de « tourisme spatial » à Toulouse. Contrairement à une idée répandue, ce terme ne désigne pas de manière spécifique un astronaute français. Après avoir favorisé « spationaute », l'administration française privilégie officiellement le terme « astronaute » depuis 2017. Au Canada, l'Office québécois de la langue française, reconnait « spationaute » comme synonyme d'« astronaute » et de « cosmonaute », « astronaute » restant le terme le plus répandu. Une idée reçue veut que le terme s'applique aux astronautes européens de l'ESA, en référence à l'utilisation de la base de lancement française de Kourou, ce qui signifie, dans ce cas, que le terme serait proprement inapplicable dans la mesure où aucun vol habité ne part de Kourou. Tous les Européens de l'Ouest envoyés dans l'espace l'ont été via des lanceurs américains ou russes.

### Autres dénominations

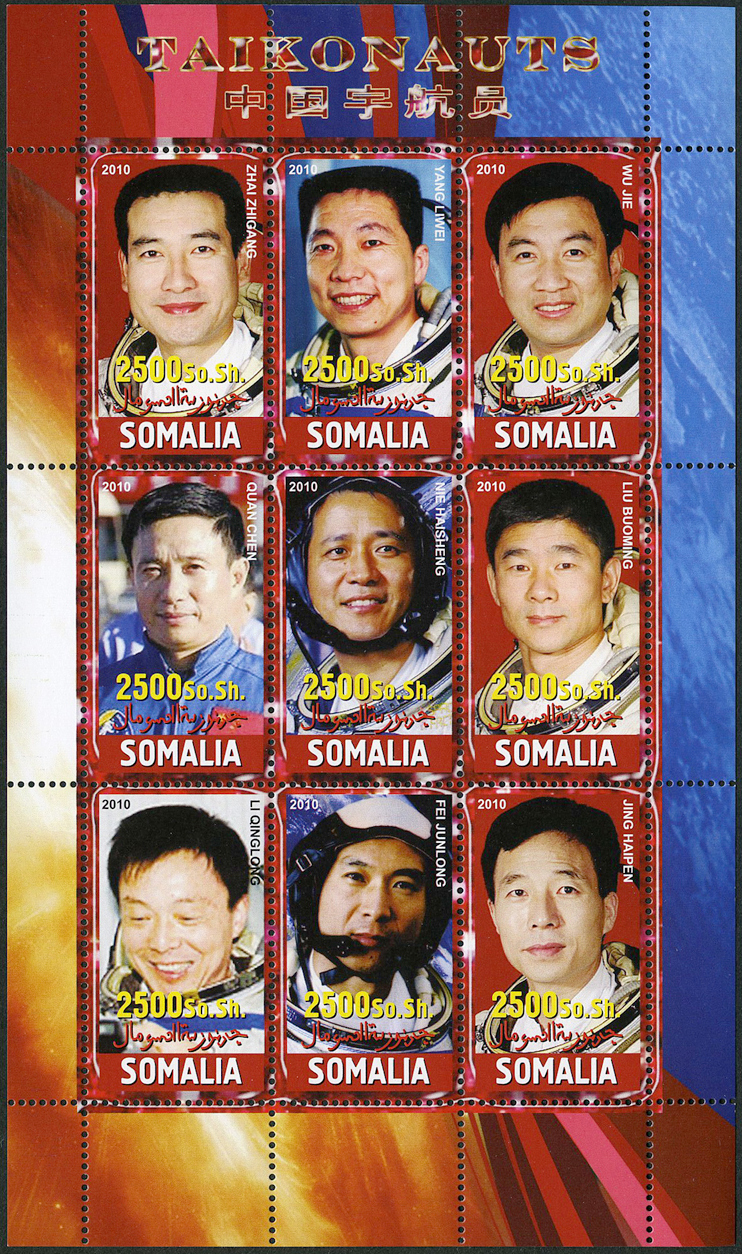
Les neuf premiers taïkonautes sur un timbre somalien de 2010. De haut en bas et de gauche à droite : Zhai, Yang, Wu, Chen, Nie, Liu, Li, Fei, Jing.

#### Taïkonaute
Ce terme est une francisation du chinois 太空人, tàikōngrén, qui signifie mot à mot « personne / navigateur de l'espace » (de tàikōng, « espace » ou « cosmos », et rén, « personne »). C'est le nom parfois employé dans les médias pour désigner spécifiquement les voyageurs spatiaux chinois. Quant aux professionnels sinophones du secteur spatial, ils désignent leurs astronautes par le terme 宇航员, yǔhángyuán, signifiant littéralement « navigateur de l’univers » (de yǔ, « univers », háng, « naviguer », et yuán, « membre »). Tout ceci concourt à ne pas préconiser l'emploi du néologisme « taïkonaute ».

#### Vyomanaute
Le projet de l'Organisation indienne pour la recherche spatiale (ISRO) de lancer son vaisseau spatial avec équipage Gaganyaan au cours des années 2010 a suscité un débat public portant sur l'opportunité d'utiliser un autre terme que celui d'astronaute pour désigner cet équipage. Ce terme, du sanskrit व्योम, vyoma (« ciel »), désigne ainsi un astronaute  travaillant à l'intérieur du programme spatial indien, mais la notion de gagannaute (du mot sanskrit गगन, gagan) peut également être utilisé,.
Au même titre que le terme « taïkonaute », l'usage de ce néologisme est critiqué par certains linguistes, qui font valoir « l'absurdité de prétendre imposer à la langue française la surcharge inouïe de désigner une même activité professionnelle par un nom différent selon la nationalité de qui exerce la profession ou pratique l'activité ».

#### Autres appellations
Bien que seuls la Russie (et auparavant l'URSS), les États-Unis et la Chine n'aient lancé de vaisseau spatial avec équipage, plusieurs autres nations ont envoyé des personnes dans l'espace en coopération avec l'un de ces pays, par exemple dans le cadre du programme Intercosmos dirigé par l'Union soviétique. Inspirés en partie par ces missions, d'autres synonymes d'astronaute sont entrés dans l'usage occasionnel. Hormis l'expression de « spationaute », le terme malais angkasawan (dérivé de angkasa signifiant « espace ») a été utilisé pour décrire les participants au programme Angkasawan (en) (similaire à l'indonésien antariksawan). En Finlande, l'astronaute de la NASA Timothy Kopra, Américain d'origine finlandaise, a parfois été appelé sisunautti, du finnois sisu. L'entreprise Keka Aerospace, responsable d'un programme spatial privé en République démocratique du Congo, utilise quant à elle le terme galaxionaute. Enfin, dans les langues germaniques, le mot « astronaute » se traduit généralement par « voyageur de l'espace », comme c'est le cas pour raumfahrer en allemand, ruimtevaarder en néerlandais, rymdfarare en suédois et romfarer en norvégien.